# Coenosia picicrus
Coenosia picicrus är en tvåvingeart som beskrevs av Thomson 1869. Coenosia picicrus ingår i släktet Coenosia och familjen husflugor. Inga underarter finns listade i Catalogue of Life.